# Cyrille Regis
Cyrille Regis (Maripasoula, 9 februari 1958 – 14 januari 2018) was een betaald voetballer uit Engeland, die speelde als aanvaller gedurende zijn carrière. Hij werd geboren in Frans Guyana, en speelde clubvoetbal voor onder meer West Bromwich Albion, Coventry City en Aston Villa. Hij kwam tussen 1977 en 1996 tot 158 goals in 614 competitieduels. Zijn neef John Regis was een atleet die Groot-Brittannië vertegenwoordigde in de jaren tachtig en begin jaren negentig.

## Interlandcarrière
Regis speelde vijf keer voor de nationale ploeg van Engeland in de periode 1982-1987. Onder leiding van bondscoach Ron Greenwood maakte hij zijn debuut op 23 februari 1982 in de British Home Championship-wedstrijd tegen Noord-Ierland (4-0) in Londen. Hij viel in dat duel na 65 minuten in voor Trevor Francis. Ook Steve Foster (Brighton & Hove Albion) maakte zijn debuut in die wedstrijd.

## Overleden
Hij overleed op 14 januari 2018 op 59-jarige leeftijd aan een hartaanval.